# Tempête (1876)
«Томпет» був головним кораблем свого типу з двох броньованих кораблів берегової оборони, побудованих для ВМС Франції у 1870-х роках. Технічно вони були брустверними моніторами. 

## Конструкція
Конструктори надихалися конструкціями британського брустверного монітору «Глеттон» та парового тарану «Руперт». Щоб максимально збільшити сектор обстрілу єдиної гарматної башти надбудову зробили максимально вузькою, лише 2,5 завширшки.

## Історія служби
Незважаючи на те, що корабель не був повністю введений в експлуатацію до 1883 року, він зіграв певну роль у французького завоювання Тунісу в 1881 році. «Томпет» випадково потопив французький міноносець No. 76 під час нічних маневрів у 1892 році і був відправлений у резерв пізніше того ж року. Він став флагманом місцевої оборони у Французькому Тунісі в 1897 році і був списаний в 1907 році. Монітор служив  кораблем-мішенню протягом наступних кількох років, поки його не потопили в 1909 році. Уламки корабля почали піднімати, починаючи з 1912 року, але процес не було завершено до 1959 року.